# Francesco Colonna

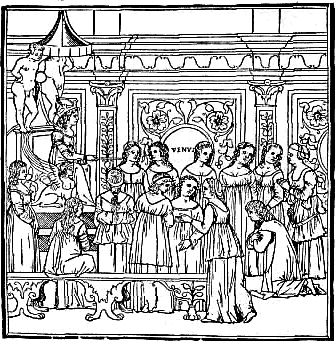
Bild aus dem Traum des Poliphilus

Francesco Colonna (* 1433/1434 in Venedig; † 1527 ebenda) war ein italienischer Schriftsteller. 

## Leben
1499 erschien der Roman Hypnerotomachia Poliphili (Poliphilos Traumerzählung vom Kampf für seine Liebe), der diesem venezianischen Francesco Colonna nicht unumstritten zugeschrieben wird. Dieser Druck von Aldo Manuzio (latinisiert Aldus Manutius) ist ursprünglich anonym herausgegeben worden. Das Buch hat 234 nicht nummerierte Blätter und ist mit insgesamt 171 Holzschnitten eines unbekannten Meisters illustriert. 
Von Albrecht Dürer bis zu Gian Lorenzo Bernini hat das Buch stark auf die bildenden Künste gewirkt. Von Einfluss war es in der Literatur, so z. B. auf François Rabelais und seinen Roman Gargantua et Pantagruel. Es dürfte auch noch die Ausgangskonstellation von Honoré d’Urfés Schäferroman L’Astrée angeregt haben: eine verflossene, jedoch nicht unglückliche Jugendliebe. Die Urheberschaft dieses Francesco Colonna an diesem Roman ist umstritten. In Frage kommt alternativ dazu ein anderer Francesco Colonna, der ein gebildeter Adliger mit Sitz in Palestrina bei Rom war. Dafür spricht die genaue Kenntnis der Architektur von Palestrina, der dieser römische Francesco Colonna mit seiner Schrift auch ein Denkmal gesetzt hat.
Das Buch handelt vom Traum des Poliphilus. Im Traum durchwandert Poliphilus den Idealgarten der Liebesinsel Kythera. Der Garten ist eine Phantasievorstellung von Francesco Colonna, die aber von den architektonischen Realitäten Palestrinas angefüllt ist. Der Garten wird als Überwelt, als symbolisches Universum betrachtet.